# شنا در آب‌های آزاد

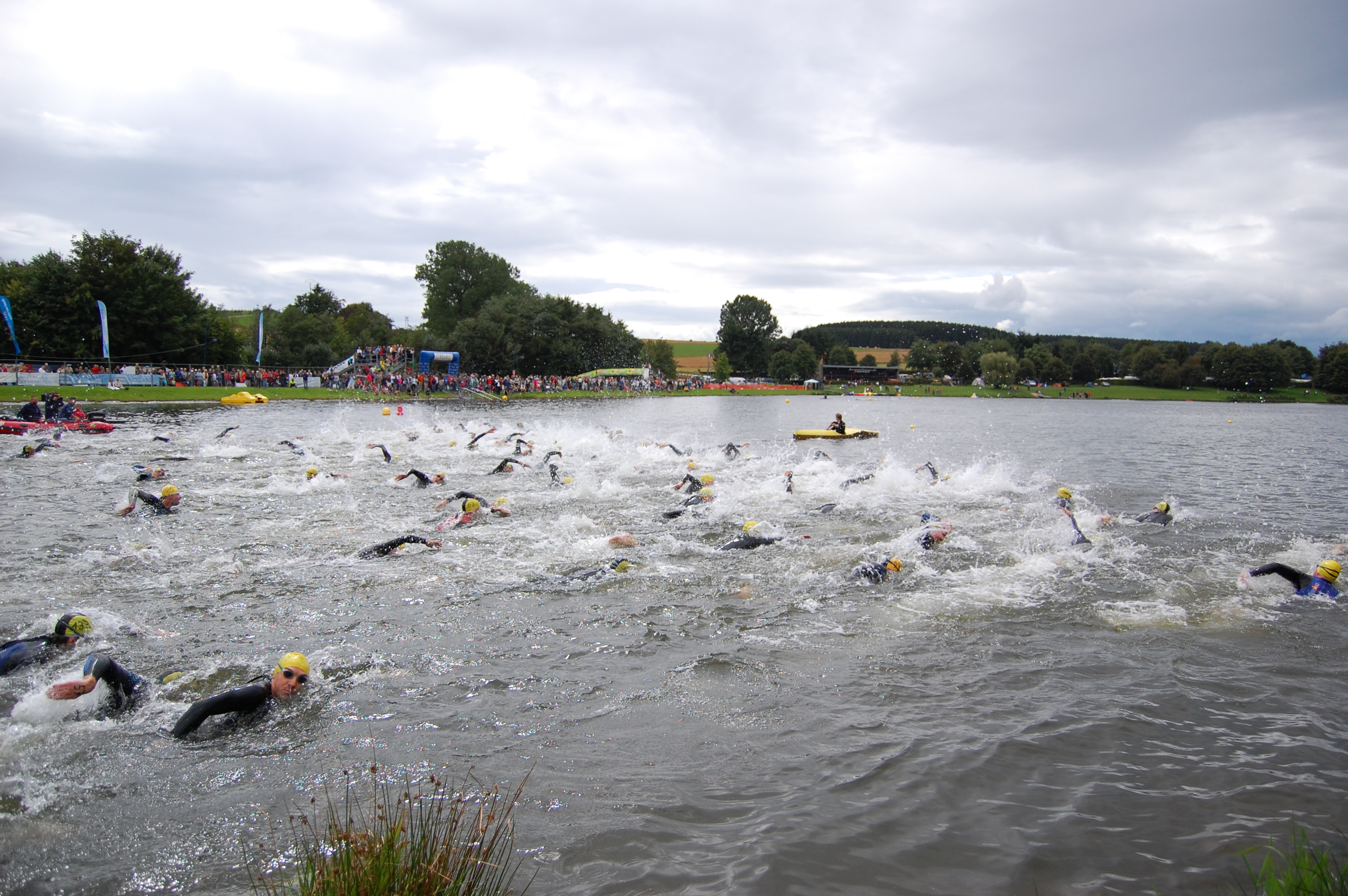
شنا در آب‌های آزاد

شنا در آب‌های آزاد گونه‌ای از شنا است که در فضای باز همانند دریاچه یا اقیانوس‌ها انجام می‌شود.
آغاز عصر نوین شنا در آب‌های آزاد در ۳ مه ۱۸ ۱۰ بوده که لرد بایرون در تنگه داردانل که مرز دو قاره آسیا و اروپا را به صورت شنا پیموده است.
اولین مسابقات رسمی این رشته ورزشی در بازی‌های المپیک تابستانی ۱۸۹۶ آتن بوده است، در المپیک ۲۰۰۰ شنا در آب‌های آزاد به عنوان یکی از رشته‌های ورزش سه‌گانه به مسافت ۱۵۰۰ متر و در المپیک ۲۰۰۸ به مسافت ۱۰۰۰ متر انجام شد.
مسافت‌های ۵، ۱۰ و ۲۵ کیلومتر در مسابقات جهانی فینا برگزار می‌شود.
همچنین مسافت ۴۲کیلومتر و ۱۹۵متر مسابقه ماراتن آبهای آزاد نیز برگزار می‌شود.